# Ernst Bohle GmbH
Die Ernst Bohle GmbH mit Sitz in Gummersbach ist ein deutsches Familienunternehmen der Bauindustrie und Muttergesellschaft der Bohle-Gruppe.

## Tochterunternehmen
Zum Konzern gehören, neben der Ernst Bohle GmbH, folgende Tochterunternehmen:
- Bohle Elektrotechnik GmbH
- Bohle Dienstleistungen GmbH
- Bohle Brandschutz GmbH
- Bohle Innenausbau GmbH & Co. KG
- Heinz Mänz Ausbau GmbH
- Bohle Isoliertechnik GmbH
- Bohle Polska Sp. z o.o. (Polen)
- Bohle Lux SARL (Luxemburg)

Die Bohle-Gruppe unterhält 18 Niederlassungen in Deutschland und zwei weitere im europäischen Ausland. Zum Ende des Geschäftsjahres 2020/2021 beschäftigte die Bohle-Gruppe insgesamt 680 Mitarbeiter.

## Geschäftsfelder
Die Bohle-Gruppe ist in den Sparten Dienstleistungen, Brandschutz (baulicher Brandschutz), Innenausbau (auch schlüsselfertiger Ausbau) und Wärmedämmtechnik aktiv.
Der Aktionsradius umfasst ganz Europa mit dem Zentrum Deutschland.

## Geschichte
Die Ernst Bohle GmbH ist seit 1924 ein Familienunternehmen mit Sitz in Gummersbach.
Schon im Jahr 1925 wurden die ersten Blechisolierungen mit Mineralwolle durchgeführt. Mit der Weiterentwicklung von Trockenstopfisolierung zur Verwendung von konfektionierten Isoliermatten und Isolierschnüren wurden in den folgenden 40 Jahren weitere Standorte in Frankfurt a. M., Berlin, Hamburg, Dortmund, München, Hannover und in Stuttgart errichtet.
Nach dem Tod des alleinigen geschäftsführenden Gesellschafters Ernst Bohle im Jahr 1946 trat seine Schwester Laura Rossenbach mit ihrem Ehemann Peter Rossenbach die Nachfolge an.
Zum 1. April 2007 wurden die Sparten Isoliertechnik, Innenausbau, Brandschutz und Dienstleistungen unter einem gemeinsamen Namens-Dach vereint. Aus RIG Rheinische Isolierges. mbH wird die Bohle Brandschutz GmbH und aus KAB und Lampert wird die Bohle Innenausbau GmbH & Co. KG.
Zum 1. September 2011 wurde die Heinz Mänz Ausbau GmbH mit Sitz in Hannover übernommen. Das Unternehmen bietet Innenausbau in Deutschland und Europa an. Zudem verfügt das Unternehmen über eine Komplettausbau-Abteilung.